# Mostek rowerowy

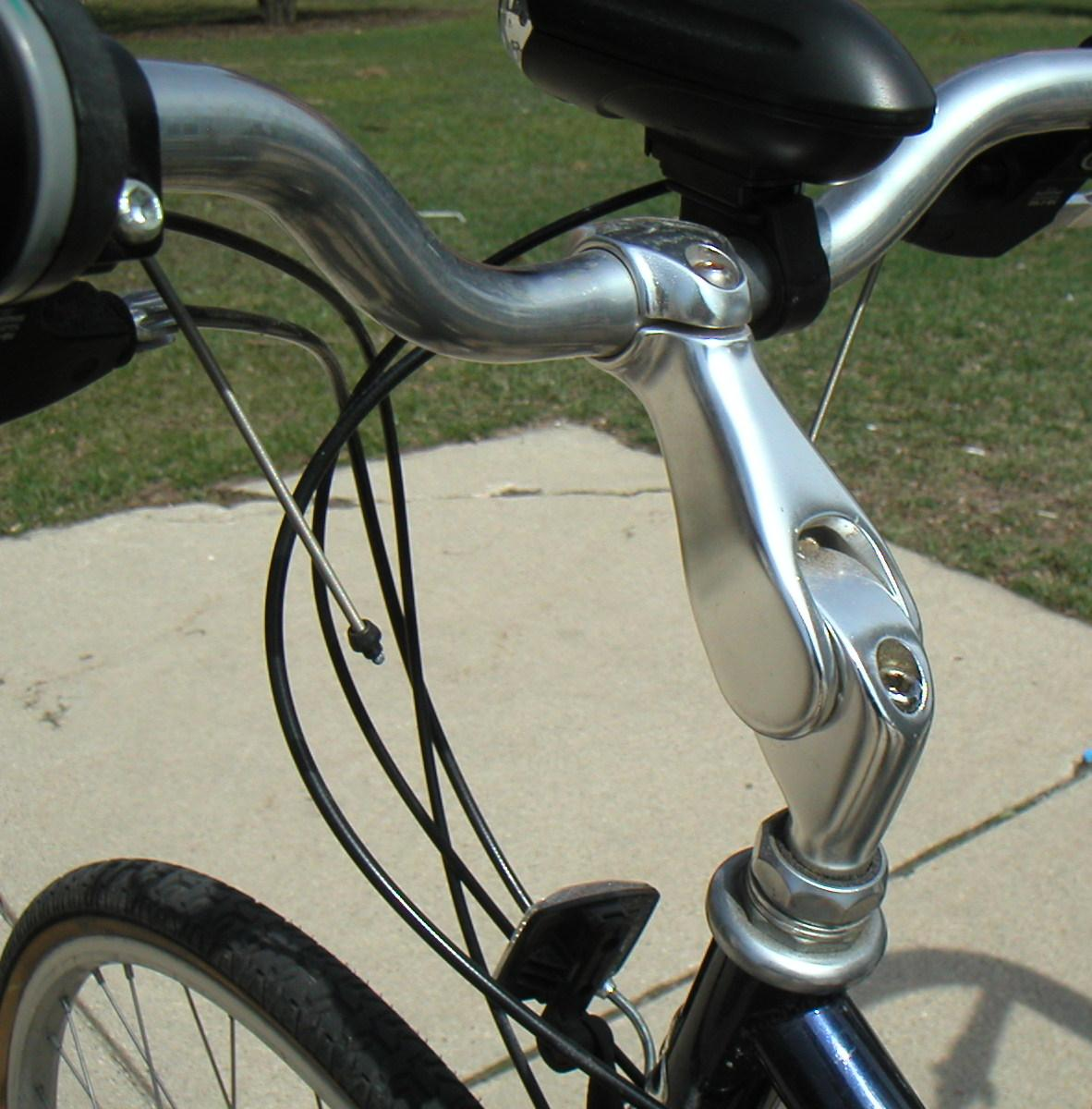
Mostek rowerowy z regulowanym kątem nachylenia

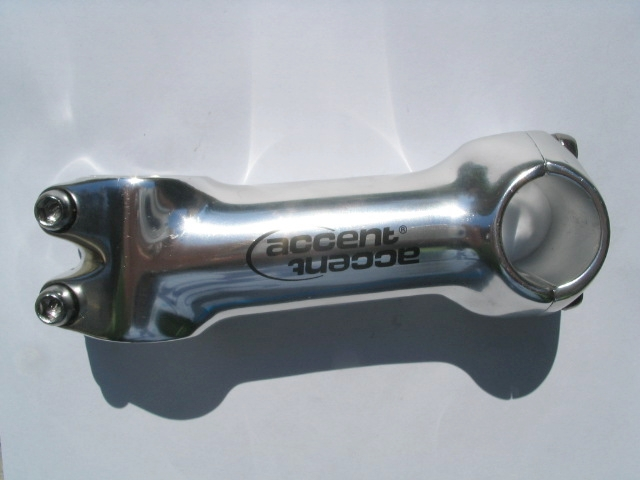
Mostek systemu ahead

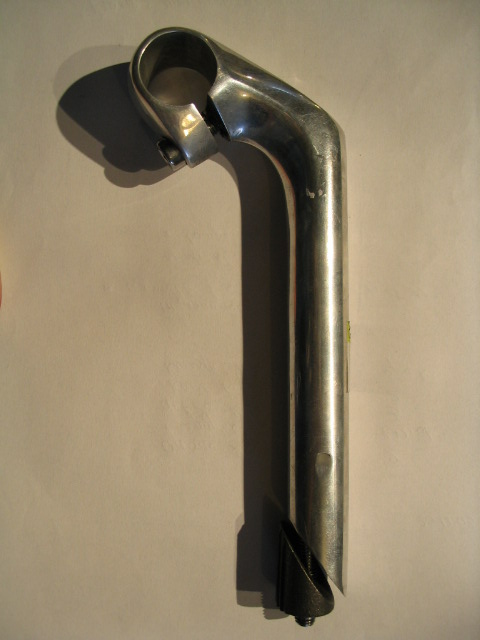
Mostek wpuszczany

Mostek rowerowy, wspornik kierownicy – część rowerowa będąca elementem łączącym widelec z kierownicą.
Jego długość oraz kąt pochylenia w kluczowy sposób wpływają na pozycję zajmowaną na rowerze. Kąt oscyluje wokół wartości 90° (zarówno w górę jak i w dół), stosowane najczęściej kąty wychylenia mostka w stosunku do jego poziomej rury to 6°, 8°, 13° – istnieją także wsporniki z regulowanym kątem. Większość mostków umożliwia odwrotny montaż, umożliwiając podwyższenie lub obniżenie poziomu kierownicy.
We współczesnych rowerach zazwyczaj spotyka się mostki o długości od 30 mm do 130 mm, dostępne są zazwyczaj z krokiem co 10 mm. Wydłużenie mostka powoduje oprócz zmiany pozycji w celu poprawienia aerodynamiki, także jej zmianę w kategorii środka ciężkości, co ma decydujący wpływ na efektywność podczas podjazdów.
Istnieją dwa systemy mocowania mostka do widelca za pomocą łożysk sterowych typu:
- ahead: mostek jest mocowany bezpośrednio na rurze widelca za pomocą obejmy. Istnieje kilka średnic rur widelców, a co za tym idzie, wewnętrznych średnic obejm mostka: 1 1/8˝, 1 1/4˝ oraz 1,5˝. Mostek jest mocowany jedną, dwoma lub trzema śrubami do widelca i dwiema lub czterema do kierownicy.
- systemu „wpuszczanego” (starszy typ) – mostek ma postać rury z wysięgnikiem (tzw. fajka). Rura (o średnicy 21,1 mm, 22,2 mm, 25,4 a czasem 28,6 mm) wchodzi w środek rury widelca i jest w nim stabilizowana za pomocą stożka rozporowego. Kierownica do takiego mostka jest mocowana za pomocą jednej lub dwóch śrub.

Występują także mostki zintegrowane z kierownicami (w obu systemach) dedykowane rowerom MTB.
Istnieje również wiele średnic uchwytów kierownicy w mostkach. Obecnie najczęściej spotykanym rozmiarem – zarówno w rowerach górskich, jak i szosowych – jest 31,8 mm (tzw. oversize), spotykane są także średnice 25,4 mm (według standardu ISO – jeden cal) i 26 mm.
Spotkać można również mostki o średnicy 35 mm, które to są przeznaczone w większości dla segmentu rowerów downhillowych.
Mostek, tak jak większość części rowerowych, może być produkowany ze stopów stali, stopów aluminium, tytanu lub włókna węglowego.